# Ptyophis paulseni
Ptyophis paulseni är en skalbaggsart som beskrevs av Philippi 1864. Ptyophis paulseni ingår i släktet Ptyophis och familjen Melolonthidae. Inga underarter finns listade i Catalogue of Life.